# Memorial de Claudi M. Broch

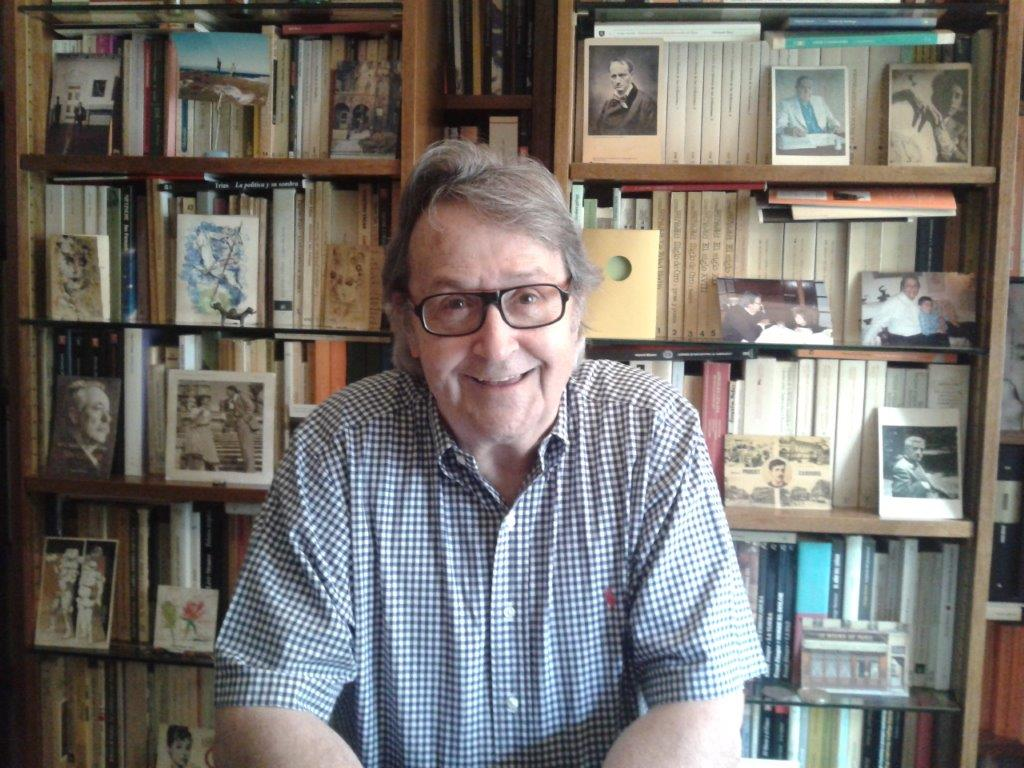
Robert Saladrigas

'Memorial de Claudi M.Broch' és una novel·la de l'escriptor, periodista i crític literari Robert Saladrigas i Riera, publicada l'any 1986. Premi de la Crítica de narrativa catalana (1986).

## Argument
Claudi M. Broch, fill d'una família de l'alta burgesia barcelonina és un nen sensible i interessat per la poesia. Després d'un fracàs amb el seu matrimoni amb Clara Daunis, viatjarà cap a Itàlia amb Clara-Glòria de Vallclara, una escultora amb qui viurà una intensa relació amb un final tràgic. Interessat per la literatura, manté relació amb autors com Herman Hesse o Vita Sackrville. Manté una relació amb una estudiant francesa, Vivette Biroux, fruit de la qual naixeran dues filles. Malauradament totes tres moriran en un accident. Claudi trobarà la pau al Japó, on escriurà les seves memòries.

## Anàlisi de l'obra
Amb Memorial de Claudi M.Broch Saladrigas representa la voluntat de reviure els temes i les ambicions de la novel·la moderna. El nom del protagonista és un homenatge a Hermann Broch, escriptor austríac, autor de la trilogia Els somnàmbuls i un dels renovadors de la narrativa en llengua alemanya, juntament amb Franz Kafka.
L'estructura de la novel·la es força complexa, es divideix en set capítols i sis contes intercalats independents, però relacionats amb la temàtica central.

## Premis
- Premi de la Crítica de narrativa catalana (1986)